# Alfred Ellaby
Pas d'image ? Cliquez ici

a Compétitions nationales et continentales officielles uniquement.

b Matchs officiels uniquement.
Alfred Ellaby, né le 24 novembre 1902 à Liverpool et mort en 1993, est un joueur de rugby à XIII anglais évoluant au poste d'ailier dans les années 1920 et 1930. Il a notamment joué pour St Helens RLFC où il y rejoint le temple de la renommée. Prédestiné à une carrière de footballeur au Rotherham FC, une blessure au genou l'amène au rugby à XIII et Ellaby signe à St. Helens. Dans ce club, il y inscrit 271 essais en 261 apparitions (entrecoupé d'un saison et demi à Wigan en 1935-1937 quand St. Helens fut en difficulté financière) et devient la première star du XIII en Angleterre. Il a également été international anglais.